# کاپیتول ایالتی آیووا

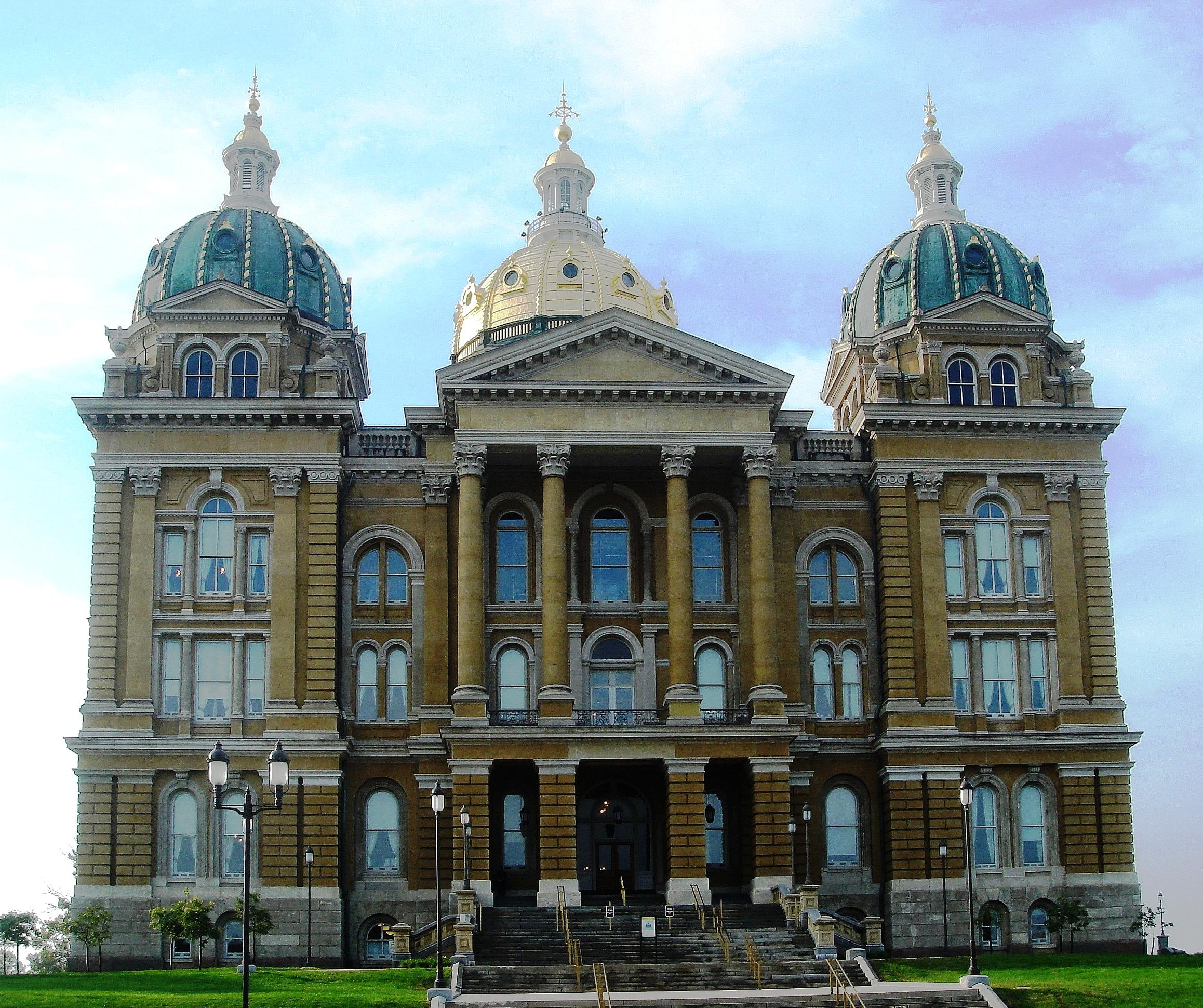
درب شمالی

ساختمان کاپیتل ایالت آیووا (Iowa State Capitol) بنایی است که شاخه مقننه دولت ایالت آیووا در آن قرار دارد. معماران بنا عبارتند از:
- John C. Cochrane
- Alfred H. Piquenard

بنای کنونی در سال ۱۸۷۱-۱۸۸۶ ساخته گردید و در دی موین قرار دارد.
این بنا خانه مجلس نمایندگان و نیز سنای ایالت است.

## نگارخانه

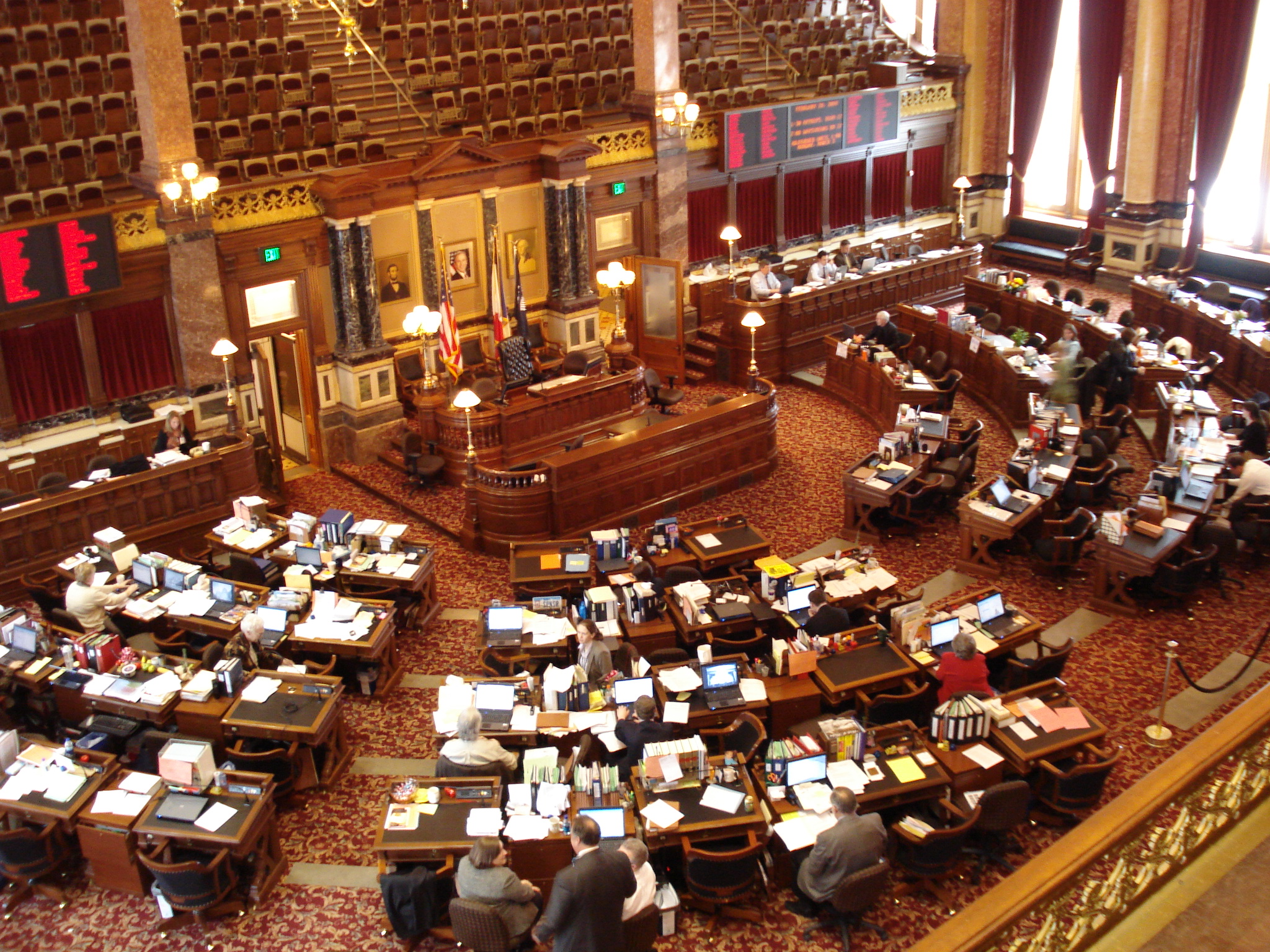
مجلس سنای ایالت
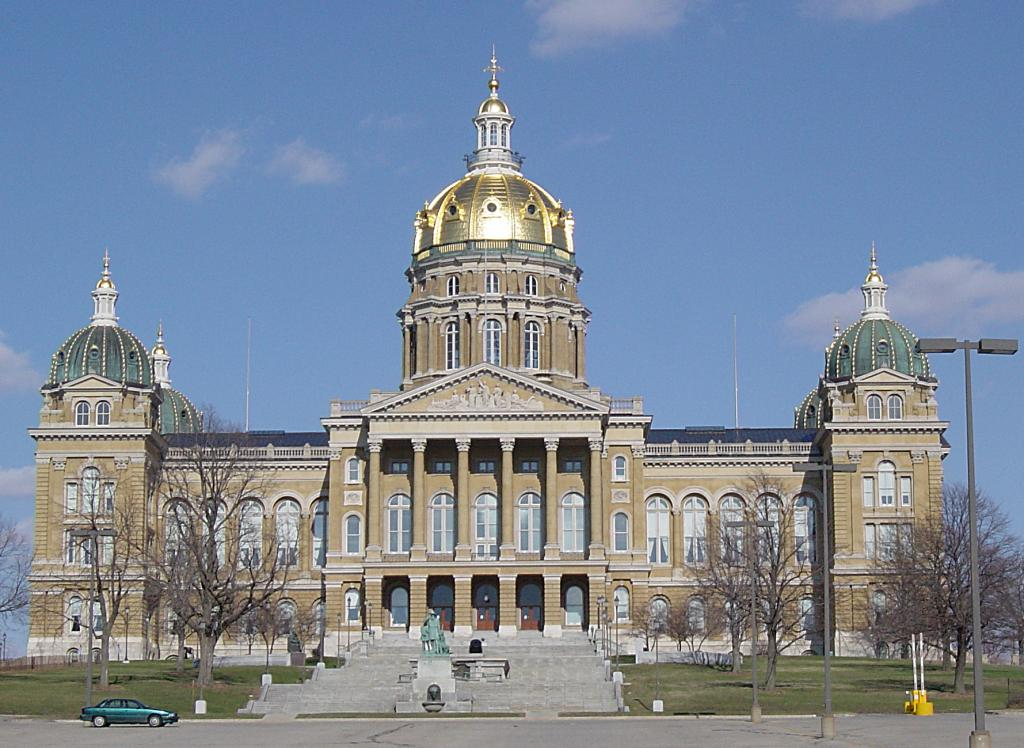
درب جنوبی
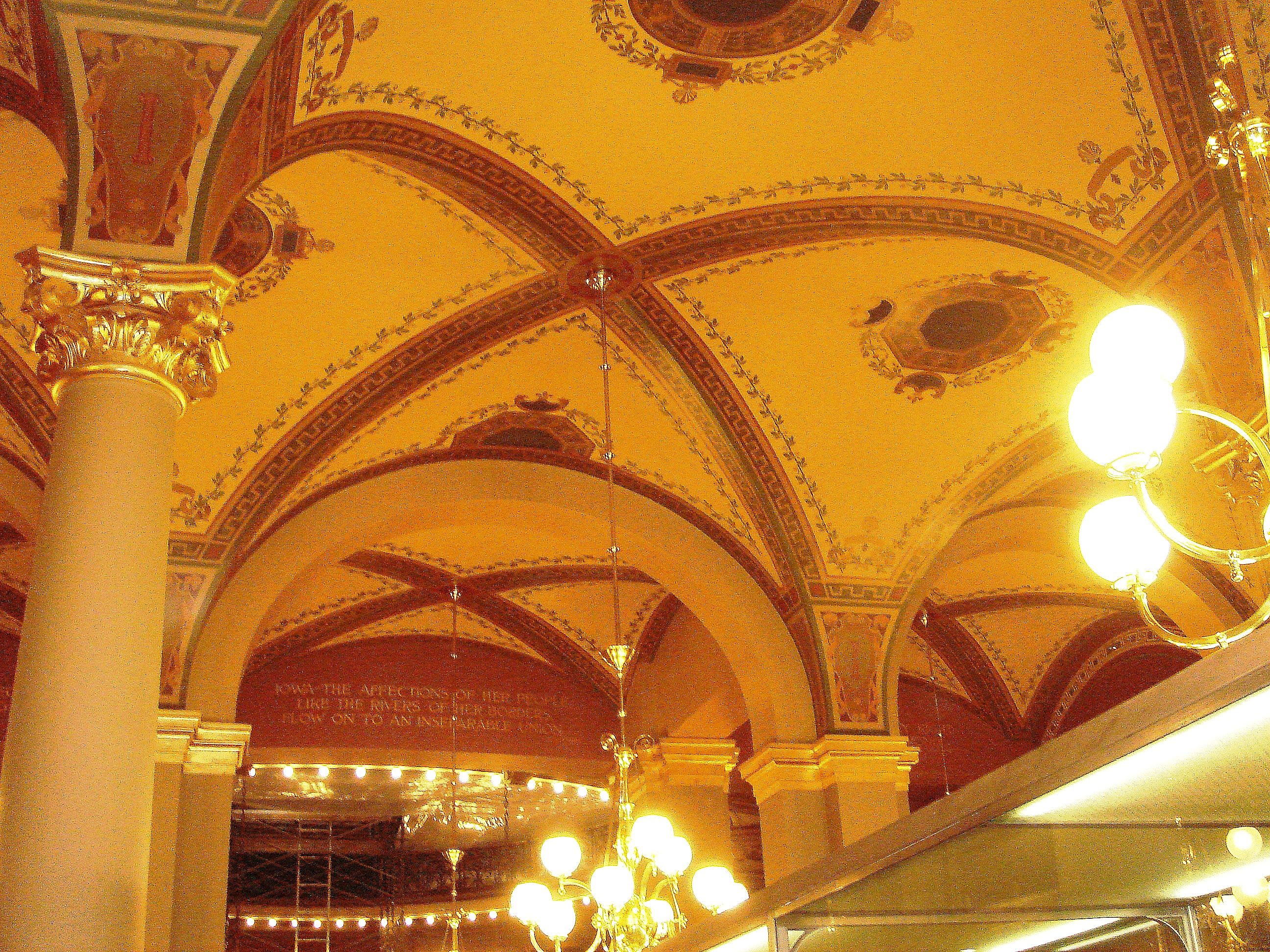
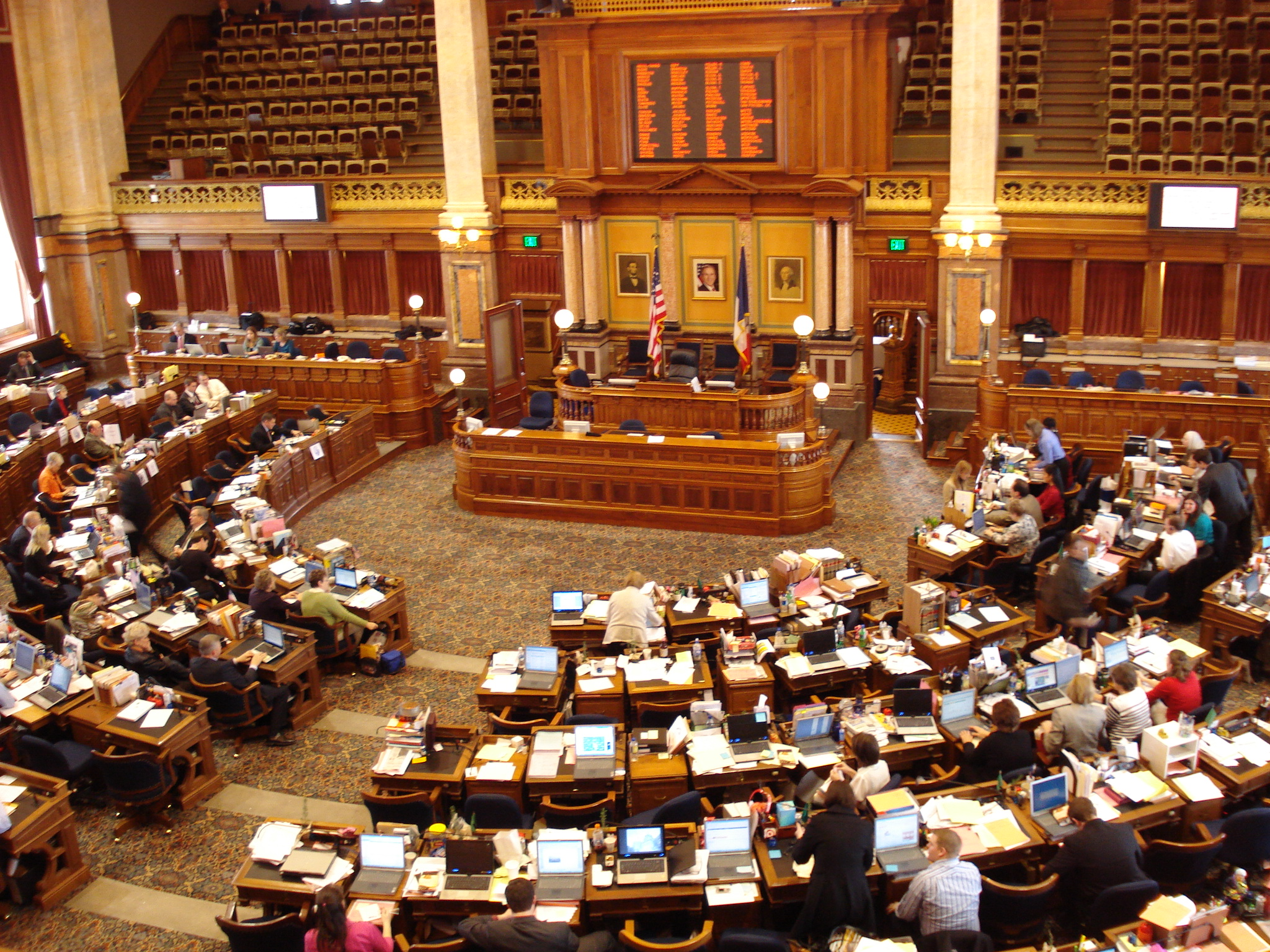
مجلس نمایندگان